# Order Stara Płanina
Order Stara Płanina (buł. Орден «Стара планина») – najwyższe bułgarskie odznaczenie państwowe ustanowione w 1966. Jego nazwa pochodzi od łańcucha górskiego Stara Płanina.

## Historia
Order Stara Płanina został ustanowiony 4 sierpnia 1966 na mocy uchwały 606 Prezydium Zgromadzenia Narodowego Ludowej Republiki Bułgarii. Miał być przyznawany głowom innych państw, dyplomatom, twórcom kultury i wojskowym, którzy w szczególny sposób zasłużyli się w umacnianiu przyjaźni z państwem bułgarskim. Na mocy ustawy „O orderach i medalach Republiki Bułgarii” uchwalonej 30 czerwca 1994 order przyznaje się Bułgarom i cudzoziemcom za wybitne zasługi na rzecz Republiki Bułgarii.

## Charakterystyka orderu
Order dzieli się na trzy stopnie. Order I stopnia występuje w wersji z wstęgą i bez wstęgi. Order II stopnia występuje ze wstęgą i gwiazdą. Order III stopnia ma dwa stopnie i dwie kategorie (z mieczami dla wojskowych i bez mieczy dla osób cywilnych).

## Odznaczeni

### Wybrani Polacy uhonorowani Orderem Starej Płaniny
- Edward Gierek (luty 1979)
- Piotr Jaroszewicz (luty 1979)
- Zbigniew Brzeziński (1 października 2001)
- Jarosław Lindenberg (5 stycznia 2004)
- Andrzej Duda (18 kwietnia 2016)[1]